# 振動子強度
振動子強度（しんどうしきょうど、英語: Oscillator strength）とは原子や分子が光を吸収し、ある量子状態から別の量子状態へ電気双極子遷移する強さを表す無次元量である。状態{\displaystyle |1m_{1}\rangle }から状態{\displaystyle |2m_{2}\rangle }への遷移における振動子強度{\displaystyle f_{12}}は以下のように定義される。
{\displaystyle f_{12}={\frac {2}{3}}{\frac {m_{e}}{\hbar ^{2}}}(E_{2}-E_{1})\sum _{m_{2}}\sum _{\alpha =x,y,z}|\langle 1m_{1}|R_{\alpha }|2m_{2}\rangle |^{2}}
ここで{\displaystyle m_{e}}は電子の質量、{\displaystyle \hbar }は換算プランク定数である。
量子状態{\displaystyle |nm_{n}\rangle ,n=} 1,2,...,は{\displaystyle m_{n}}でラベル付けされた状態が縮退している。ここで“縮退している”とは、全て同じエネルギー{\displaystyle E_{n}}を持っているということを意味している。演算子{\displaystyle R_{x}}は、系の{\displaystyle N}個のすべての電子のx座標{\displaystyle r_{i,x}}を足したものである：
{\displaystyle R_{\alpha }=\sum _{i=1}^{N}r_{i,\alpha }}
縮退したそれぞれの状態{\displaystyle |1m_{1}\rangle }において、振動子強度は同じである。

## トーマス–ライヒェ–クーンの総和則
ある状態{\displaystyle |im_{i}\rangle }から他のすべての状態{\displaystyle |jm_{j}\rangle }への振動子強度の和は、電子数{\displaystyle N}に等しくなる。
{\displaystyle \sum _{j}f_{ij}=N}